# Amerikanische Schweizer Zeitung
Die Amerikanische Schweizer Zeitung (ASZ) wurde im Dezember 1876 von John Feierabend in New York gegründet. Er datierte die Zeitung des von Conrad Bryner am 26. August 1868 unter anderem als Organ des nordamerikanischen Grütlivereins gegründeten Grütlianers weiter, der zwar 1870 vom Grütlianer-Redaktor John Schläpfer übernommen und in Helvetia umbenannt worden war, die aber ebenfalls noch vor 1876 einging. Damit gilt das Jahr 1868 als Gründungsdatum.
Die ASZ erschien als Wochenzeitung in deutscher Sprache, später mit englischen und französischen sowie vereinzelt italienischen und rätoromanischen Beiträgen, zuletzt fast ausschliesslich in Englisch. Sie war vornehmlich eine Brücke zwischen der alten Heimat und der Neuen Welt im kulturellen, politischen und wirtschaftlichen Geschehen für die Schweizamerikaner, diente aber auch als Generalanzeiger in Vereins- und Familienangelegenheiten. 1973 wurde die Zeitung in Swiss American Review umbenannt und ab 1996 nur noch vierzehntäglich herausgegeben. 1999 wurde sie eingestellt.

## Geschichte
1878 übergab John Feierabend die ASZ seinem Vater Jacob Feierabend. Im November 1881 wurde sie von Alfred Ott übernommen.
Im Dezember 1884 trat der Journalist und Jurist John Friederich (1847–1900, eigentlich Hans Friedrich Schwab, von Büren zum Hof) als Chefredaktor in die ASZ ein. Er wollte «den laufenden Tagesfragen etwas mehr Aufmerksamkeit schenken, als dies bis dahin zu thun möglich war». Als Neuerung sollten künftig Illustrationen erscheinen. Im September 1886 wurde er alleiniger Redaktor und Eigentümer und führte die Zeitung zu grossem Ansehen. Sie profitierte nun von der stark erhöhten Zuwanderung aus der Schweiz und erhob den Anspruch, 300'000 «wohlsituierte» Schweizamerikaner zu erreichen. Am 7. März 1900 starb Friederich an der Brightschen Nierenkrankheit. Die Redaktion führte danach interimsweise der bereits seit sieben Jahren als Redaktor der ASZ tätige E. A. Haefelin. Die Erben Friederichs boten die Swiss Publishing Co. und die ASZ dem Meistbietenden an. Gekauft wurde sie von F. Saxer. Er kündigte an, das «Augenmerk in etwas größerm Maßstabe als dies bislang geschehen auf das schweizerische Vereinswesen» zu richten.
Neuer Chefredaktor wurde 1901 Louis Siebenmann, sekundiert von März 1903 bis November 1903 vom Präsidenten der Herausgebergesellschaft Swiss Publishing Co., B. Teodor. Schon am 11. September 1905 ging die Leitung der ASZ an E. Keller als Redaktor und Fred. W. Muelchi als Herausgeber über, indem sie pachtweise das gesamte Eigentum der Swiss Publishing Co. übernahmen. Offenbar war man mit Siebenmann nicht zufrieden, denn auch die neuen Eigentümer kündigten an, sie wollten «dem Vereinsleben in New York wie in den ganzen USA mehr Aufmerksamkeit schenken, als die Verhältnisse es bisher erlaubt haben». Zudem würden sie «keine Arbeit und keine Kosten scheuen, den Amerikanischen Schweizer Kalender den früheren Jahrgängen ebenbürtig zu gestalten».
Der nächste Chefredaktor, Benedikt Sigbert Meier (1868–1931, von Disentis), wurde zu einem der markantesten Leiter der ASZ. Er wirkte als Professor im Kloster Sarnen, siedelte 1912 in die USA über und trat nach einem mehrmonatigen Aufenthalt im Westen im Oktober 1912 in die Swiss Publishing Co. ein, um im Dezember 1912 zweiter Redaktor der ASZ zu werden. Im August 1914 wurde er Chefredaktor, am 1. September 1916 kaufte er die Zeitung. Die ASZ hatte bald in allen Staaten der USA Korrespondenten und mehrere schriftstellerisch begabte Mitarbeiter wie Alfred Adrian Fischer, Gottfried Arn, Oskar Kollbrunner, John G. Probst und Anita Perino. Herausgeber war Eduard Haussener, Drucker Fred. W. Muelchi.
Die Reichweite der ASZ sank mit abnehmender Schweizer Einwanderung jedoch auf 15'000 Leser im Jahr 1914, die Auflage auf nur noch 1'500 Exemplare in den Zwischenkriegsjahren. Die Zeitung machte drei Mal Bankrott.
Sigbert Meier redigierte lange Zeit auch das offizielle Organ der 1865 gegründeten North-American Swiss Alliance (NASA), Der Schweizer (später The Swiss American). Er führte den Amerikanischen Schweizer Kalender, der 1881 von Jacob Feierabend erstmals als Wegweiser für Schweizer Einwanderer herausgegeben worden war, von der Gestaltung eines Jahreskalenders zum literarisch hochwertigen Jahresband mit Originalbeiträgen. Unter seiner Mitwirkung begann John D. Hutter, langjähriger Mitarbeiter der ASZ, 1918 in San Francisco das Swiss Journal herauszugeben. Die ferne Westküste lag für die ASZ zu abseits, damals waren solche Distanzen von Raum und Zeit nur schwer zu überwinden. Dieses Schweizer Journal, bis 2004 von Mario Muschi (1924–2016) betreut, wurde zum offiziellen Organ der vereinigten Schweizervereine von Kalifornien.
Am 18. November 1930 erlitt Meier in New York einen fatalen Unfall, als ihn zwei Autos überfuhren. Er erlag seinen schweren Verletzungen am 6. Januar 1931. Seine Witwe, Anna D. Meier, verkaufte die Zeitung der neu formierten Swiss Publishing, Inc.
Ab 1. April 1931 wirkte der bereits seit November 1923 als Mitarbeiter der Zeitung tätige Franz X. Amrein (1900–1971) als Chefredaktor der ASZ; er wurde zu ihrem zweiten langjährigen Leiter, Herausgeber und Verleger. Auch er hatte stets mit grossen finanziellen Problemen zu kämpfen. Zu Beginn seiner Amtszeit verliessen mehrere Aktionäre die Gesellschaft und übergaben Amrein ihre Aktien als Kompensation für ausstehende Saläre. Bis 1943 stellten sich diese trotzdem auf 20'000 US-Dollar. Amrein war für die Führung der Zeitung auf die finanzielle Unterstützung seiner Frau Anne angewiesen, die eine Stelle als Sekretärin hatte und ihm auch bei der Herausgabe der Zeitung half. Nach 1943 stieg die Einwanderung wieder an, und die Situation besserte sich etwas. In den 1950er Jahren verschlechterte sie sich wieder, und die Auflage sank bis 1969 auf 1'000 Exemplare. Mitte der 1960er Jahre verstarb Amreins Frau. 1969 formte das Generalkonsulat New York zusammen mit einigen Schweizer Geschäftsleuten ein Komitee zur Rettung der ASZ. Es gelang ihm, einen Fonds von 25'000 US-Dollar zu äufnen, mit dem die Schulden gedeckt und ein Neuanfang finanziert werden konnte.

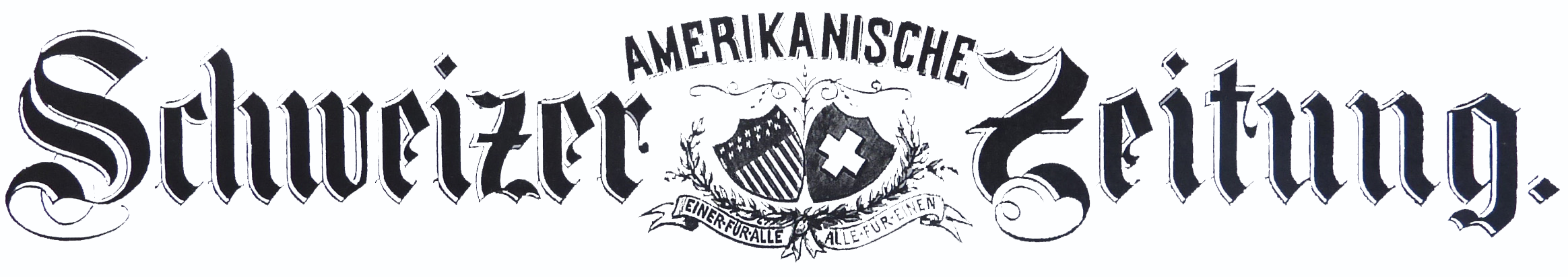
Zeitungskopf von 1876

Am 1. August 1969 trat Max E. Ammann (* 1938), davor Auslandkorrespondent mehrerer schweizerischer, deutscher und österreichischer Zeitungen, darunter Basler Nachrichten, Solothurner Zeitung, Thurgauer Zeitung, Schaffhauser Nachrichten und Tat, in die Zeitung ein und leitete sie bis Ende März 1973, bis Ende 1969 noch zusammen mit Franz X. Amrein. Nachher zeichnete Amrein als «Senior Editor» und Ammann als «Executive Editor», bis Amrein am 14. April 1971 infolge eines Schlaganfalls verstarb. Ammann gelang es, die Werbeeinnahmen zu verdoppeln und die inzwischen wieder 2'000 Exemplare betragende Auflage auf 3'000 Exemplare zu steigern. Die ASZ sollte, wie er vor seinem Amtsantritt ankündigte, rund 50 % Meldungen aus der Schweiz, 25 % Meldungen aus New York, den USA und der Welt sowie 25 % Berichte über und für die Schweizerkolonie enthalten. Unter anderem sollten in der ASZ Sportarten zu Worte kommen, über die in den amerikanischen Tageszeitungen zu wenig steht (wie Handball und Reiten), und Zusammenfassungen über Sportarten erscheinen, über die in den amerikanischen Zeitungen zu viel steht (wie Baseball). Verdient um die ASZ machten sich in dieser Zeit vor allem Hans Lacher, 1963 bis 1968 Generalkonsul in New York und danach Botschafter in Deutschland, Anton «Toni» Maier, Präsident der Swiss Society, und Richard Anderegg, als Nachfolger von Heiner Gautschy Korrespondent von Schweizer Radio DRS in New York und später Chefredaktor der ASZ-Nachfolgezeitung Swiss American Review.
Nach dem Austritt von Max E. Ammann, der anschliessend von 1973 bis 1978 Chefredaktor des Luzerner Tagblatts war, leiteten der Amerikaner Calvin McMahan und seine Partnerin Kathrin Beyeler die Zeitung. Sie stellten am 4. April 1973 von Buchdruck auf Offsetdruck um, änderten das Format in Tabloid und modernisierten den Zeitungskopf mit neu einem Untertitel The Weekly Voice of Switzerland in America. Die beiden, die inzwischen geheiratet hatten, wurden schon nach 17 Wochen, am 25. Juli 1973, entlassen nach Auseinandersetzungen mit den Herausgebern der Zeitung wegen der Berichterstattung über den Watergate-Skandal. Die Zeitung hatte in kurzer Zeit stark an Auflage verloren und stand kurz vor dem finanziellen Kollaps.

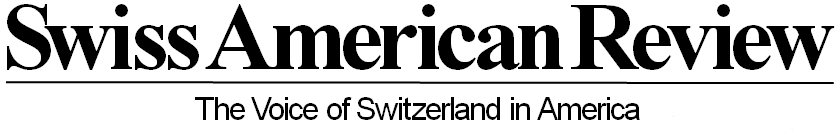
Zeitungskopf der ASZ-Nachfolgezeitung (1973)

In dieser schwierigen Situation übernahm Anton Maier die Swiss Publishing, Inc. und die Zeitung, benannte sie im November 1973 in Swiss American Review (SAR) um (den Untertitel in The Voice of Switzerland in America verkürzend), strich die vollamtliche Redaktionsstelle und setzte ein Editorial Board aus freiwilligen Journalisten ein, darunter Markus Löw (Direktor Corporate Art von Ciba-Geigy), später Arturo Truninger, Bernard J. Bochatay und Rudolf Brühlmann (Europartners Securities Corporation), und Korrespondenten von Schweizer Zeitungen wie Joseph Mannheim (sda/Schweizer Radio DRS), Rudolf Hafter (NZZ) und Karl Kränzle (Tages-Anzeiger) sowie dem Grafiker Hubert Graf, die sich unentgeltlich zur Verfügung stellten. Zudem wurde der amerikanische Journalist Frank X. Wamsley als Produzent der Zeitung eingestellt. Ihn ersetzte 1974 noch bis Mitte 1975 seine Frau und bisherige Assistentin, Betty D. Wamsley, danach wurde auch diese Stelle gestrichen, und das Editorial Board übernahm die Redaktion bis 1991, als das Executive Committee unter Anton Maier das langjährige Mitglied des Board Markus Löw zum Editing Manager ernannte.
Ende 1979 wurde Joseph Mannheim, seit 1973 Mitglied des Editorial Board, ehrenhalber zum Editor Emeritus ernannt. Am 3. Oktober 1984 starb Mannheim, 80-jährig.
Die Zeitung hatte trotz Sparmassnahmen und Fronarbeit weiterhin erhebliche finanzielle Probleme. 1991 übernahm sie der Unternehmer und Mäzen Otto J. Rüesch (1940–2004) aus Washington, D.C., Inhaber der Ruesch International Monetary Services, Inc., der bereits von November 1987 bis November 1989 Contributing Editor war. Er nahm gleichzeitig Einsitz im Executive Committee unter Helmut Klee, Direktor des National Swiss Tourist Office USA und Nachfolger von Anton Maier. Ab 1993 war Rüesch Präsident der SAR. Im Februar 1993 wurde der Zeitungskopf geändert mit dem neuen Untertitel The Magazine for the Swiss in the United States Since 1868 (später nur noch Established in 1868). Das Blatt sollte nun noch mehr englischsprachige Artikel enthalten.
Mitte 1993 verliess der Managing Editor Markus Löw die Zeitung. Im August 1993 wurde Karl Vonlanthen zum Chefredaktor ernannt. Die Redaktion wurde nun wieder stärker strukturiert. 1994 wurde Nadja C. Leonard, 1995 Lotti Tobler, Burgi Zenhäusern und Cedric Berger zu Assistant Editors ernannt. Ende März 1995 verliess Karl Vonlanthen, der temporär nach Burundi übersiedelte, die Zeitung. Zu seinem Nachfolger wurde Richard Anderegg, zuvor Korrespondent des Aargauer Tagblatts, von 24 heures, Tribune de Genève und Schweizer Radio DRS sowie Redaktor bei Voice of America, ernannt.

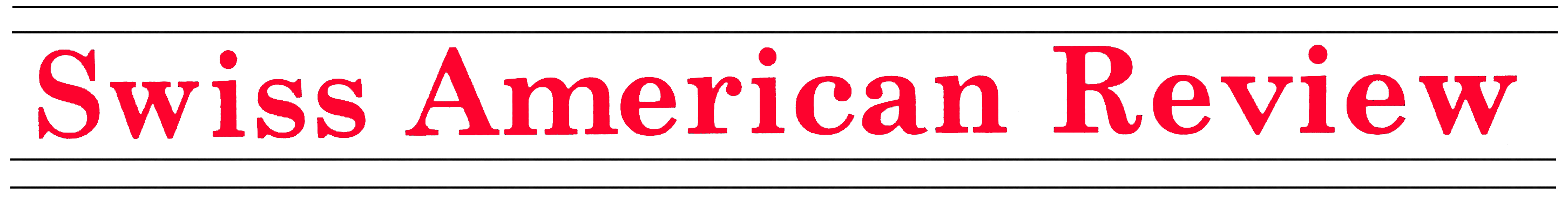
Zeitungskopf der SAR von 1973 bis zur Einstellung 1999

Auch Rüesch wollte die Defizite schliesslich nicht mehr tragen. Man habe die Unterstützung der Schweizerkolonie nicht im erhofften Ausmass erhalten. Auch die finanzielle Unterstützung der Schweizer Unternehmen, die inzwischen oft von Ausländern ohne enge Bindung an die Schweiz geführt würden, sei ungenügend gewesen. Zudem habe man die Konkurrenzierung durch die seit 1974 von der Auslandschweizer-Organisation (ASO) im Auftrag des Bundes sechsmal jährlich in vier Sprachen herausgegebene Schweizer Revue (Swiss Review) zu spüren bekommen. (Das EDA und die ASO hatten 1973 einen Versuch einer Special Issue mit der SAR unternommen, um deren Eignung als Publikation für Auslandschweizer zu testen, sich dann aber entschieden, eine eigene Zeitung herauszugeben.) Angesichts jederzeit verfügbarer News, günstiger Flugtarife und erschwinglicher Telefongebühren könne eine Zeitschrift wie die SAR die Erträge nicht mehr einspielen, die nötig wären, um die hohen Kosten für ein professionelles Team zu decken. Rüesch publizierte am 25. Dezember 1996 eine «Final Edition», anerbot sich aber, einem neuen Herausgeber alle Informationen zu übergeben und ihn bei der Publikation zu unterstützen.
Dieses Angebot nahm Peter Lüthy (* 1955), Inhaber von Everything Phone, Inc., an und übernahm die Zeitung 1997. Er änderte die Erscheinungsweise auf vierzehntäglich. Als Redaktoren-Team setzte er Roman Elsener, im Hauptberuf Korrespondent der Associated Press, ein und Frank Heer, freier Journalist und Autor. Später beteiligte sich auch der Unternehmer Roger Bahnick. Das Team unter der Leitung von Roman Elsener gab bis November 1999 noch 34 Ausgaben heraus, nunmehr fast ausschliesslich in englischer Sprache. Die Defizite häuften sich auch jetzt an, obwohl die Auflage von etwas über 2'000 auf mehr als 4'000 Exemplare gesteigert werden konnte und trotz logistischer Unterstützung der Swissair, nun auch der Schweizer Revue und verschiedener Schweizer Zeitungen, darunter der NZZ. Lüthy versuchte schliesslich, eine Gruppe von Sponsoren zusammenzubringen, um die Zeitung weiterführen zu können, das gelang aber nicht. Die SAR wurde damit am 11. November 1999 definitiv eingestellt.

## Chefredaktoren
- 1868–1875 John Schläpfer (Grütlianer, Helvetia)
- 1876–1878 John Feierabend
- 1878–1881 Jacob Feierabend
- 1881–1884 Alfred Ott
- 1884–1900 John Friederich
- 1900–1901 E. A. Haefelin a. i.
- 1902–1905 Louis Siebenmann*
- 1905–1914 E. Keller
- 1914–1931 Sigbert Meier
- 1931–1970 Franz X. Amrein
- 1969–1973 Max E. Ammann
- 1973–1973 Calvin McMahan/Kathrin McMahan-Beyeler
- 1973–1974 Frank X. Wamsley
- 1974–1975 Betty D. Wamsley
- 1975–1991 Editorial Board u. a. mit Markus Löw, Arturo Truninger, Rudolf Brühlmann, Bernard J. Bochatay sowie Joseph Mannheim (sda/Schweizer Radio DRS), Rudolf Hafter (NZZ) und Karl Kränzle (Tages-Anzeiger)
- 1991–1993 Markus Löw
- 1993–1995 Karl Vonlanthen
- 1995–1996 Richard Anderegg
- 1997–1999 Roman Elsener

* von 14. Februar 1903 bis 21. November 1903 zusammen mit B. Teodor

## Kritik
In der Einschätzung des Historischen Lexikons der Schweiz entwickelte die Amerikanische Schweizer Zeitung in der Anfangszeit «eine nationalistisch gefärbte schweizerische Ausdrucksweise, die eine Deutschschweizer Identität zum Ausdruck brachte».

## Sprache
Ein besonderes Problem für eine Auslandschweizerzeitung, die in den USA ohnehin nur eine weit kleinere Kolonie als etwa die deutsche, polnische oder italienische hat und deshalb kaum auf eine Auflage kommt, die für Inserenten interessant ist, war die Sprache. Zu Beginn enthielt die ASZ ausschliesslich deutschsprachige Artikel. Ein Französischschweizer sei aber kaum interessiert an deutschsprachigen Artikeln, und auch ein Romanischschweizer wolle vor allem Artikel in seiner Sprache lesen (Max E. Ammann). Die Lösung für dieses Problem könnte sein, alle Artikel in Englisch zu publizieren. Das jedoch würde die Kosten für Übersetzungen in untragbare Höhen treiben und überdies die Aktualität verringern. Deshalb versuchte es die ASZ mit einem Mix aus allen Sprachen, wobei englischsprachige Artikel mit der Zeit stark zunahmen. Zuletzt enthielt die Swiss American Review fast ausschliesslich englischsprachige Artikel. Die Übersetzungskosten trugen das Ihre zum Defizit bei, das schliesslich zur Einstellung der Zeitung führte.

## Vorläufer und weitere Auswandererzeitungen in den USA
Die Vorläufer der ASZ gehen in die Jahre nach dem Sezessionskrieg (1861 bis 1865) und der grossen Einwanderung zurück (1850–1860 zählte man im jährlichen Durchschnitt 6'000 bis 10'000 Einwanderer aus der Schweiz, im 1880er Jahrzehnt nahezu 82'000). Von 1883 bis 1884 gab ein H. Meyer in Brookfield (Illinois) die Halbmonatsschrift Helvetia heraus. Eine wöchentliche Helvetia veröffentlichte J. H. Walser zuerst in Cincinnati (1857 bis 1859), dann in Tell City (Indiana, 1859 bis 1865) mit dem Untertitel Tell City Volksblatt. Eine dritte Helvetia mit dem Untertitel Schweizerisch-Amerikanisches Wochenblatt fristete von 1870 bis 1878 in Newark (New Jersey) ihr Dasein. In New York erschien um 1900 ein kämpferischer Grütlianer, und von 1867 bis 1907 kamen dort auch die Nachrichten aus Deutschland und der Schweiz heraus. Sie waren das offizielle Organ der Regierungen für Erbschaftsaufforderungen und unzustellbare Briefe. Die in New York seit 1865 erscheinende Monatsschrift Der Schweizer wechselte 1944 zur englischen Sprache und nannte sich fortan The Swiss American. 1909 erschien in St. Louis ein Schweizerfreund, und von 1900 bis 1903 gab in Hohenwald (Tennessee) ein P. Schild die New Switzerland Nachrichten heraus, zuerst vierzehntäglich, dann wöchentlich. Im Staat Wisconsin, wo sich neben New York, Ohio, Illinois und Missouri am meisten Deutsche und Schweizer niedergelassen hatten, erschienen gleich drei Schweizer Zeitungen: in Monroe von 1924 bis 1925 das Wochenblatt von Adolf Hübscher Schweizer Nachrichten und in New Glarus von 1897 bis 1917 der Schweizer Courier in deutscher sowie die New Glarus Post in englischer Sprache. Diese schluckte 1917 den Courier und führte ihn als deutsche Beilage noch bis 1920 weiter.